# Dossier (siège)
Pour l’article homonyme, voir Dossier.
Le dossier est la partie d'un siège contre laquelle on pose le dos.
Il existe plusieurs sortes de dossier :
Dossier piquépelote de crin avec des bourrelets piqués
Dossier non piquéSimple pelote sans épaisseur ni de piqûre de bourrelet.
Dossier avec entoilageDans ce dossier à l'arrière le tissu est visible cela peut être une toile paysanne ou un tissu uni rappelant les teintes du beau tissu placé à l'avant (il est très rare qu'on y mette le beau tissu car il faudrait entièrement regarnir quand on change le tissu alors que souvent la pelote est encore en bon état)

## Forme de dossier

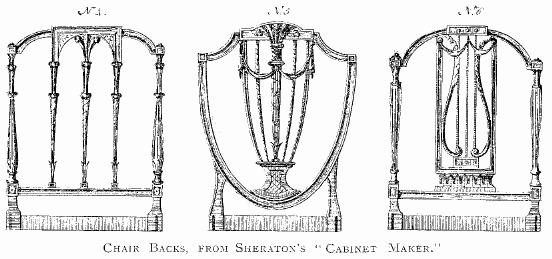
Dossiers Sheraton's

Dossier à la reinedroit (appelé ainsi car on a retrouvé ce genre de dossier sur l'inventaire des meubles de la reine Marie Leszczyńska femme de Louis XV)
Dossier cabrioletcintré ou incurvé, c’est-à-dire légèrement courbe.
Enveloppantplus courbe que le dossier cintré.
Dossier en gondole
Dossier en chapeau de gendarme
Dossier violoné
Dossier renversé
Dossier à médaillonde forme arrondie créé par Louis Delanois en 1769